# Anaphes ciliatus
Anaphes ciliatus är en stekelart som först beskrevs av Soyka 1949.  Anaphes ciliatus ingår i släktet Anaphes och familjen dvärgsteklar. Inga underarter finns listade i Catalogue of Life.